# 발전소
발전소(發電所)는 자연상에 존재하는 다양한 에너지원을 이용하여 전기에너지로 바꾸는 설비를 갖춘 곳이다. 발전소는 이용하는 에너지원과 발전 방법에 따라 화력 발전소, 원자력 발전소, 태양광 발전소, 수력 발전소, 양수 발전소, 풍력 발전소, 지열 발전소, 조력 발전소 등으로 나뉜다.

## 역사
1868년 잉글랜드의 암스트롱 남작은 그가 소유한 호수에 지멘스 다이너모를 설치해 수력발전소를 만들었다.
최초의 화력발전소는 1878년 지그문드 스추커트(Sigmund Schuckert)가 바이에른주 에탈에 세운 것이다. 이 발전소는 린더호프 궁전에 전력을 공급하기 위한 것이었고, 스팀 엔진을 이용한 24개의 발전기로 구성되어 있었다.

## 분류

### 화력 발전소

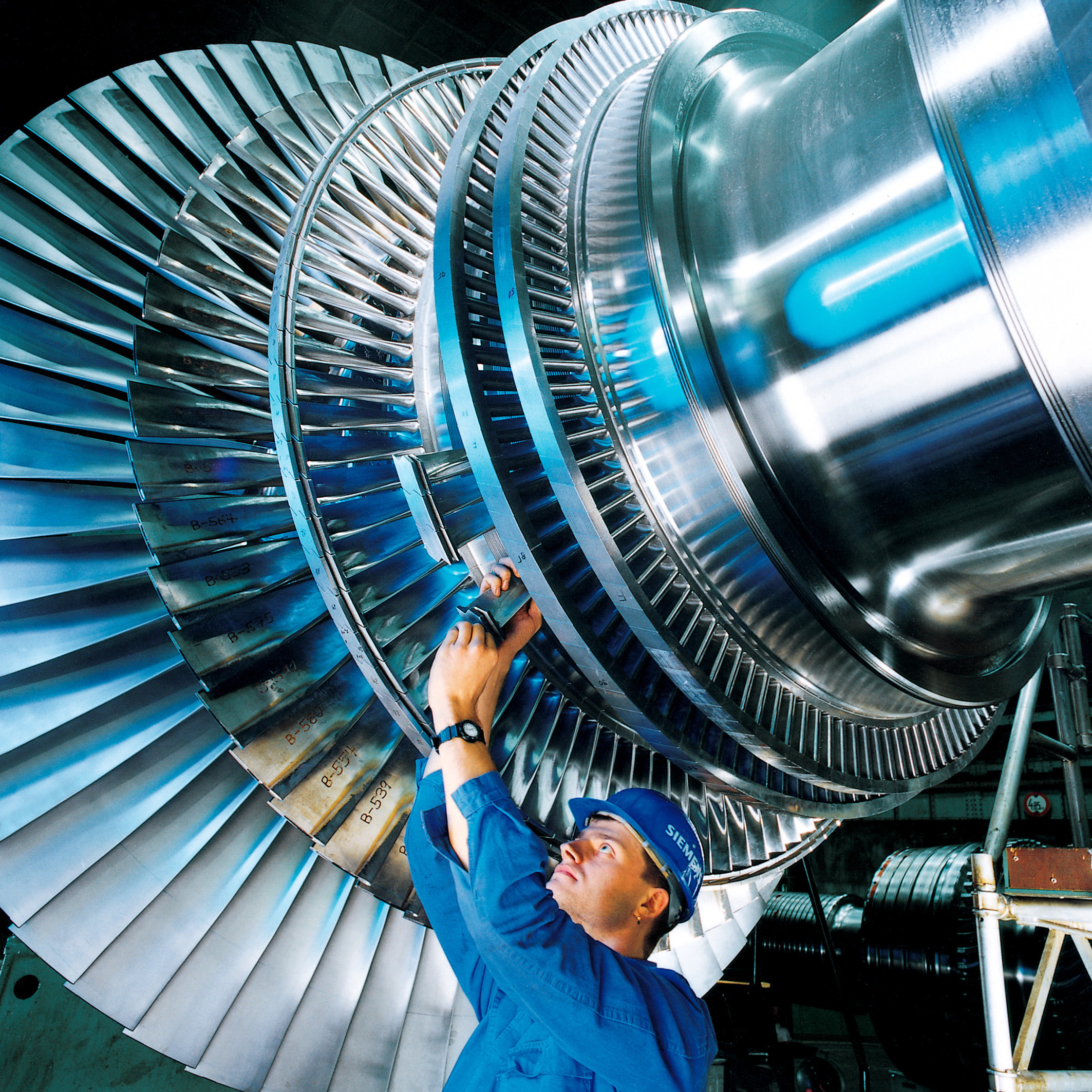
발전소에서 사용되는 증기 터빈

화력발전소는 연료를 연소하여 발생하는 열 에너지를 이용하여 발전기에 연결된 터빈을 구동시키고 이를 이용하여 전기를 생산하는 발전소이다. 작동 방식에 따라 다음과 같이 구분된다.
- 기력발전소 : 연료를 연소하여 발생한 열로 고온 고압의 수증기를 만들어 증기 터빈을 돌려 발전하는 방식의 발전소이다.
- 내연력발전소 : 디젤 엔진과 같은 내연 기관을 이용하여 발전기를 구동하는 소규모 발전소이다.
- 가스 터빈 발전소: 고압의 공기 및 연료를 연소하여 발생하는 가스로 터빈을 돌려 발전하는 방식의 발전소이다.

화력발전소는 사용 연료에 따라 석탄 화력발전소, 중유 화력발전소, 석탄-중유 혼합연소 화력발전소, LNG화력발전소, LPG화력발전소와 같이 구분되기도 한다.

### 원자력 발전소

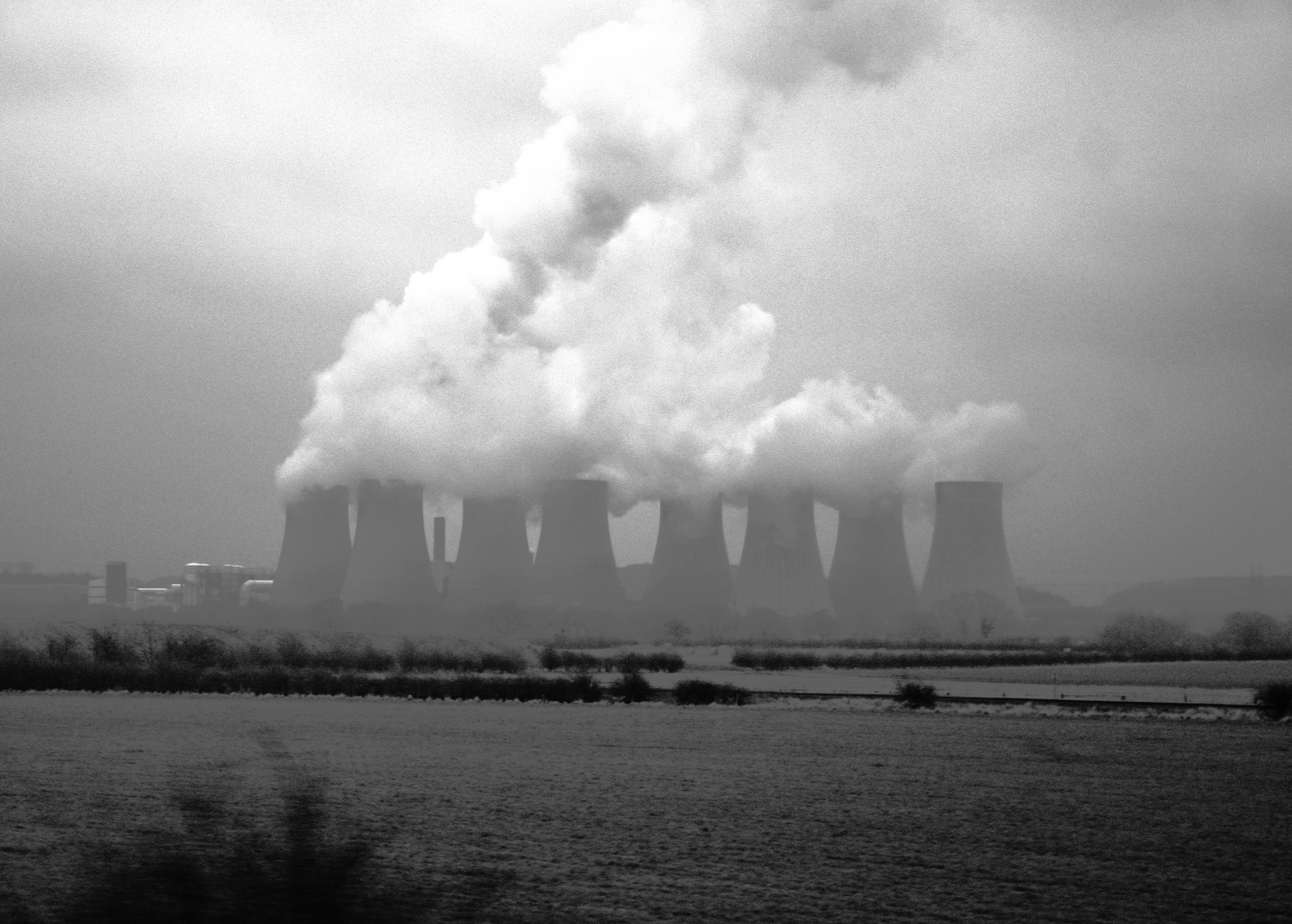
영국 핵발전소의 냉각탑

원자력 발전소는 우라늄과 같은 방사성 동위원소의 핵분열 과정에서 나오는 열 에너지를 이용하여 고온 고압의 수증기를 만들고 이를 이용하여 증기 터빈을 구동시켜 발전한다. 사용된 수증기는 냉각탑을 거쳐 냉각되어 재사용된다.
원자력 발전소는 1995년 현재 전 세계에서 500개소 이상이 가동 중이며 가장 많은 양의 전기를 생산하는 발전소이다. 프랑스의 경우 전체 전기의 70% 이상을 핵발전소에 의존하고 있다. 그러나 스리마일섬 원자력 발전소 사고와 체르노빌 원자력 발전소 사고, 후쿠시마 제1 원자력 발전소 사고 같은 대형 핵발전소 사고이후 부작용에 대한 반대여론이 확산되고 있다.

### 수력 발전소

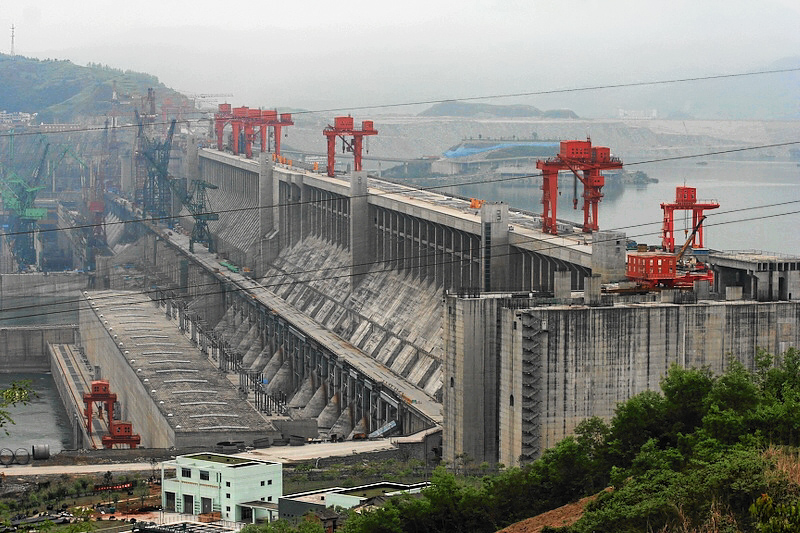
스리 조지 댐, 세계에서 가장 큰 수력발전소

수력발전소는 댐과 같은 설비를 통해 물을 가두고, 이 물이 높은 곳에서 낮은 곳으로 이동할 때 발생하는 에너지로 발전기에 연결된 수차를 돌려 발전하는 발전소이다.
전력 수요가 적을 때는 상부 저수지로 물을 올려보내고, 전력이 필요할 때 발전할 수 있는 형태의 수력발전소는 양수 발전소라 한다.

### 태양광 발전소
햇빛을 받으면 광전효과에 의해 전기를 발생시키는 태양 전지를 이용하여 전기를 생산해내는 발전소를 말한다.

### 풍력 발전소
바람의 운동에너지로 터빈을 돌려 전기에너지를 생산하는 것으로써, 대표적으로 수직축과 수평축발전이 있다.
수직축발전기는 발전기 위에 블레이드가 있는 형상으로 바람의 방향에 상관없이 발전이 가능하나, 하중이 많아 수리가 어렵고 대용량화가 어렵다.
수평축은 바람방향을 기준으로 블레이드 앞이나 뒤에 발전기가 있는 형태로써, 현재 가장 많이 보급되고 있는 발전기이다.
일반적으로, 수평축 발전기의 운전은 4m/s~24m/s에서 운전이 가능하며, 12~15m/s에서 최대 출력이 가능하다.
풍력에너지는 공기의 밀도에 비례하고 풍속의 세제곱에 비례하므로 풍속이 높은 곳에서 경제성확보가 가능하며, 수명은 약 20년으로 기대하고 있다.

### 지열 발전소
마그마의 대류에 의해 지구 표면으로 올라오는 지열을 이용한 발전소로 10-23%의 효율을 보인다. 24개 국가가 사용 중이다.

### 핵융합 발전소
발전소의 가장 진화된 형태로, 간단히 말해서 인공태양을 만드는 것이다. 원자력 발전소는 커다란 원자가 쪼개지는 성질을 이용하는 데에 반하여, 핵융합 발전소는 작은 원자가 합쳐지는 성질을 이용한다.
그런데, 여기서 미세한 질량차이로 인한 막대한 에너지가 방출되고(에너지와 질량은 등가이다.... 흔히 알려진 {\displaystyle e=mc^{2}}.. (아인슈타인에 의해서...) 물론 저것도 근사에 불과하지만, 적어도 핵분열을 이용하는 원자력 발전소 보단, 만배 이상의 출력을 낼 수 있고 기술이 점점 발달할수록 그 출력은 상상할 수 없을 정도로 커져갈 것이다.
그렇기에 대략 2050년 정도에 농업혁명, 산업혁명, 정보화 혁명 에 뒤를 이를 에너지 혁명이 다가온다. 자고로, 카이스트에서 K-STAR라고 여러 과학자들이 심혈을 기울여 이 기술을 실현시키려 하고 있다.

## 같이 보기
- 열병합
- 냉각탑
- 지역 난방
- 발전 (전기)
- 원자력 발전소
- 가상 발전소